# Peuples du Sahara
Les peuples du Sahara (arabe : شعوب الصحراء) sont l'ensemble des tribus nomades ou semi-nomades vivant dans le grand Sahara s'étendant du territoire du Sahara occidental contesté, du Maroc et de la Mauritanie à l'ouest jusqu'à l'Égypte et la partie nord du Soudan à l'est. Les termes « peuple sahraoui » ou « Sahraouis » sont utilisés plus spécifiquement pour désigner l'ensemble des tribus vivant sur le territoire du Sahara occidental, des provinces du sud du Maroc et de Mauritanie

## Origines et Histoire

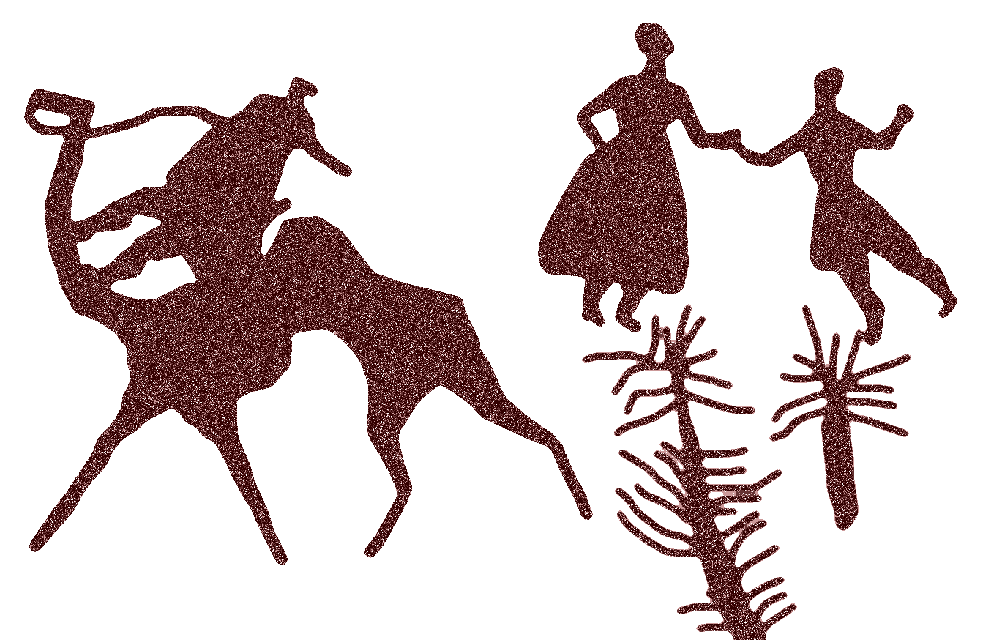
Peinture rupestre à Tassili n'Ajjer en Algérie.

## Données géographiques, culturelles et linguistiques
La désertification du Sahara, commencé Ve millénaire av. J.-C. et qui n'a cessé de progresser depuis, a façonné les sociétés humaines qui l'habitent : du fait de la rareté de l'eau et de l'aridité des sols, elles sont principalement nomades. La domestication du dromadaire a aidé cette spécialisation à la fin du Ier millénaire av. J.-C.. Les peuples du Sahara se répartissent en trois grandes aires géographiques, socioculturelles et linguistiques : le centre montagneux est occupé par les Touaregs berbérophones (sud de la Libye, nord et ouest du Mali, Niger, extrême sud d'Algérie) ; à l'est les Toubous de langue nilo-saharienne du sud-est de la Libye à l'est du Tchad en passant par le nord-est du Niger ; tout autour de ces deux entités s'étale le groupe le plus nombreux, celui des nomades arabophones de la Mauritanie à l'Égypte et au Soudan et au Mali. 

### Aspects historiques
Le Sahara est l'une des premières régions de peuplement au monde. Il fut le berceau d'une civilisation qui va peu à peu disparaître au moment de la désertification. La seule activité possible dans le désert pour ces populations était le commerce, qui reliait les populations d'Afrique noire (riches en or, en argent, en ivoire...) aux régions d'Afrique du Nord. Seuls les habitants du désert étaient capables de conduire les longues caravanes de dromadaires, qui faisaient le lien entre la Méditerranée et l'Afrique. Elles ont commencé par transporter des chargements pour les Romains et les Phéniciens (qui ont fondé le comptoir de Marseille). Les Arabes et les puissances maritimes de la Méditerranée (Italiens à Venise, Gène) ont également profité de ce commerce, mais jamais les peuples qui conduisaient les caravanes n'acceptaient que d'autres prennent leur place, pour garder secrètes les routes qui traversaient le désert. La prospérité de ces routes caravanières va durer jusqu'au moment où les marins européens ouvriront de nouvelles routes autour de l'Afrique. Les hommes du désert n'ont plus eu le monopoles puisque des voies maritimes se sont ouvertes. 
Manifestations de l'homme de l'époque préhistorique au sein du Sahara, qui était une savane à l'époque. Découverte de motifs appelés des bubales, c'est l'ère bubale. Environ 4 000 ans av. J.-C. le Sahara commence à s'assécher, donc l'homme devient éleveurs de troupeaux, surtout des bovidés, c'est l'ère de pasteurs (jusqu'en 2500 av. J.-C.). Puis l'ère du cheval, introduit depuis l'Égypte, qui elle-même l'avait importé depuis l'Asie. 500 ans av J.-C., ère du chameau. Aménagement à cette époque des oasis : des haltes de verdures, jardins cultivés, systèmes d'irrigation assez perfectionnés. Entre le IXe et le XVIe siècle, le Sahara va devenir la région de passage des grandes caravanes, qui vont fournir les ports d'Afrique du Nord en matériaux précieux. XVIe siècle, période de déclin. 
En 146 av. J.-C. les Romains occupent le territoire de Carthage, à l'issue des guerres puniques  En partant de là, ils vont assez rapidement s'installer sur la bande côtière de la Méditerranée, et fondèrent des ports, et des villes, mais y développèrent aussi l'agriculture, sur les terres les plus favorables à leur colonisation; avec des exportations bers Rome.  
Entre le VIIe et le VIIIe siècle de notre ère, l'arrivée de l'Islam (et des dromadaires, originaires d'Arabie), va bouleverser l'économie et la culture régionales Grâce à ce commerce transsaharien, d'ouest en est, mais aussi du sud-nord, accompagnant l'islamisation de tout l'espace saharien, et au commerce se développant avec les royaumes et empires d'Afrique Noire présents à sa périphérie, on verra naitre et croitre de grandes cités d'étape et de regroupement, facteurs d'unification culturelle ou politique pour le Sahara. 
Le XIXe siècle sera le temps des explorateurs européens (deux Anglais en 1822 : Denham et Clapperton), et en 1830 débute la  colonisation de l'Afrique du Nord par la France. 